# 母衣

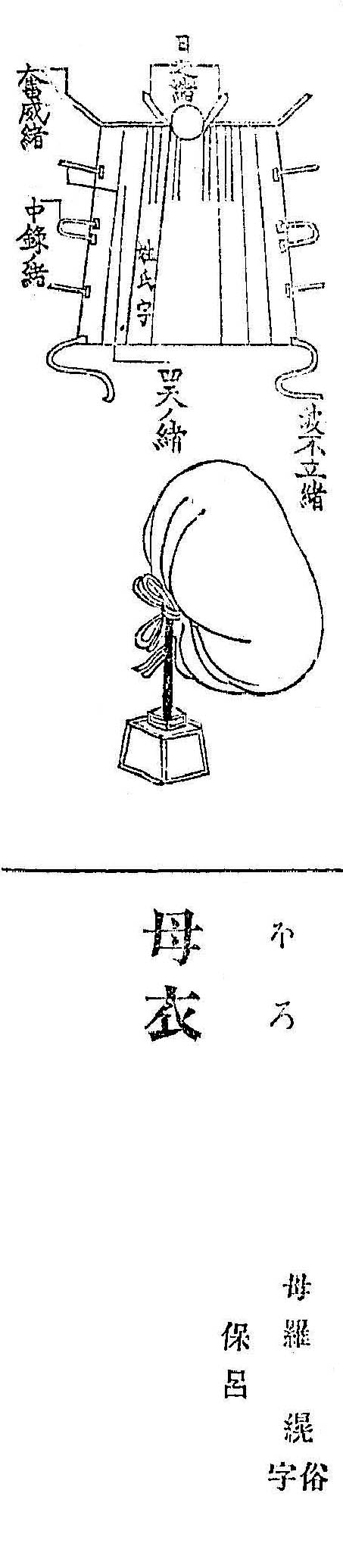
母衣（和漢三才圖會）

母衣（ほろ）是日本古代騎兵用的一種布幔護具，又名為「幌」或「保呂」。對於有效的射程僅30公尺的和弓，有一定的防禦效果。

## 概要
母衣沿自日本平安時代末期出現名為「懸保呂」的補助防具，至日本戰國時代廣泛流傳應用，目的除了防護弓矢攻擊之外，也以不妨礙騎兵行動力為標的。穿著母衣的騎兵在沙場上馳騁時，母衣會被風鼓起而膨脹，有防流矢的功能。這樣穿著的騎兵被稱為「母衣眾」。

### 母衣眾之應用變革
至戰國時代戰事頻繁的情況下，開始以赤色或黃色等諸色布幔做為識別敵我的特殊著色廣泛應用於戰場上，由於只有身分地位夠高的武士才能穿著母衣，後來演變為將有資格穿母衣的人之中再精挑細選，把這些特別精銳的勇士集結成軍，成為大名專屬的近衛軍，在作戰中除了聽命大名指揮以外也負責擔任大名傳令。